# American Ghost Dance
Singles de Red Hot Chili Peppers
Jungle Man
(1985) Catholic School Girls Rule
(1985)
American Ghost Dance est une chanson des Red Hot Chili Peppers. Il s'agit du deuxième single extrait de leur album de 1985 Freaky Styley.